# عصوية ذهبية سمكية فانوسية العين
عصوية ذهبية سمكية فانوسية العين (الاسم العلمي: Chryseobacterium scophthalmum) هي نوع من البكتيريا، سلبية الغرام، تتبع جنس عصوية ذهبية.